# Karta Konstytucyjna Ludwika XVIII

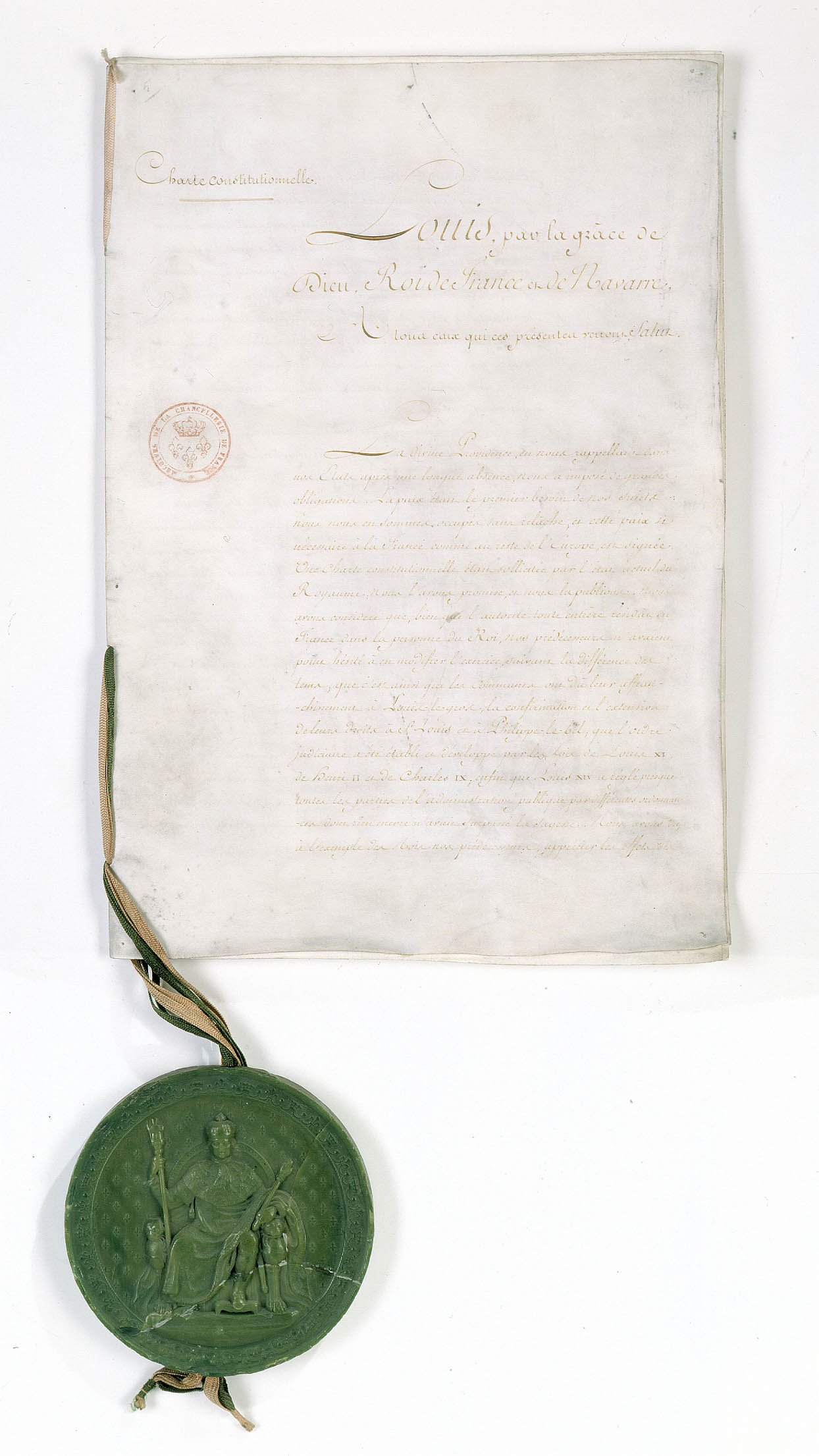
Karta Konstytucyjna Ludwika XVIII

Karta Konstytucyjna Ludwika XVIII – jedna z francuskich konstytucji nadana przez Ludwika XVIII.

## Geneza
Powrót Burbonów stworzył całkowicie nową sytuację, gdzie rozbudowane kadry I Cesarstwa Francuskiego okazały się zdumiewająco skłonne do wyrzeczenia się tradycji cesarskiej i paktowania z Burbonami. W chwili upadku Napoleona senat, zawsze mu wierny, ogłosił pozbawienie go tronu 2 kwietnia 1814 roku. Do abdykacji został zmuszony dwa dni później.

## Uchwalenie dokumentu
Po wprowadzeniu nowej władzy senat pracował nad wprowadzeniem nowej konstytucji wzorowanej na angielskich zasadach konstytucyjnych. Projekt ten został przyjęty, z pewnymi zmianami, przez Ludwika XVIII. Król zgodnie z tradycją absolutnej władzy królewskiej nie chciał, by nową konstytucję uchwalało jakiekolwiek zgromadzenie parlamentarne, lecz nadał konstytucję krajowi formalnie z własnej woli. Była to tzw. konstytucja oktrojowana, której w celu odcięcia się od tradycji rewolucyjnej nie nadano tytułu konstytucji, lecz akt ten został określony jako Karta Konstytucyjna.

## Postanowienia Karty Konstytucyjnej
Karta Konstytucyjna była kompromisowa, łączyła pewne tradycje monarchii francuskiej z systemem konstytucyjnym wyrażającym ograniczony liberalizm polityczny, liberalizm dla wąskich elit, elit z urodzenia, jak również elit finansowych. Karta miała też pewne ograniczone gwarancje dla kraju, które miały zamknąć rewolucyjną epokę bez prześladowań i naruszania nowego podziału bogactw narodowych. 
Oficjalnie akt konstytucyjny został nadany 4 czerwca 1814 roku. Tekst nowej konstytucji składał się z obszernej preambuły króla oraz z 76 zwięzłych artykułów. Karta w swej treści nie zawierała Deklaracji Praw Człowieka i Obywatela. Natomiast w arendze król stwierdzał z zadowoleniem, iż Boska Opatrzność pozwoliła mu powrócić do państwa po długiej nieobecności (Ludwik XVIII datował swe panowanie od daty śmierci Ludwika XVII) i podkreślał znaczenie tradycji monarchii francuskiej, pominął milczeniem okres rewolucji francuskiej, obiecując poddanym „pokój i ukojenie” tak, aby „[…] żadne gorzkie wspomnienia nie naruszały spokoju, który winien towarzyszyć naszemu uroczystemu aktowi […]”.
 
W ten ogólny sposób Ludwik XVIII obiecywał pewnego rodzaju amnestię za epokę wydarzeń rewolucyjnych. W przepisach Karty zapewniano: nienaruszalność własności prywatnej, zachowanie wszelkich stopni, zasług i przywilejów wojska (w tym orderu napoleońskiego Legii Honorowej). Art. 71 głosił: „Szlachta stara odzyskuje swe tytuły. Nowa zachowuje swoje.” W ten sposób król uwiarygodnił te elity, które przeszły na jego stronę. 
W kwestii ustroju w Karcie zostały określone jedynie najważniejsze elementy i pewne zasady ogólne: równość wobec prawa, wolność osobista, wolność wyznania, ale z zachowaniem katolicyzmu jako religii panującej (art. 6), wolność słowa i druku w granicach przepisów. 

Oczywiście przepisy dotyczące ustroju rozpoczynały się od pozycji króla, którego osoba była święta i nienaruszalna. Król pełnił funkcję głowy państwa i tradycyjnie tytułował się królem Francji, a nie Francuzów. Wszystkie urzędy i ministrów powoływał wyłącznie on. Decydował także o wojnie i pokoju, traktatach międzynarodowych.
Powołani przez króla ministrowie nie tworzyli rady ministrów, nie powoływano też premiera. 
Władzę ustawodawczą podzielono między króla, izbę Parów i izbę Deputowanych. Inicjatywa ustawodawcza należała wyłącznie do króla. Izby mogły jedynie zwracać się z propozycją zgłoszenia ustawy. Król mógł zgłaszać ustawę do dowolnej izby z wyjątkiem ustawy budżetowej, którą musiał najpierw zgłosić do izby Deputowanych. Każdy projekt ustawy po uchwaleniu przez obie izby wracał do króla, któremu przysługiwało prawo Sankcji i promulgacji. W parlamencie francuskim izbę wyższą stanowiła izba Parów wzorowana na angielskiej Izbie Lordów. Parowie we Francji byli mianowani przez króla, mogli być mianowani dożywotnio bądź obejmowali urząd dziedzicznie. Członkowie rodziny królewskiej oraz książęta krwi mieli prawo zasiadania w izbie Parów z urzędu. Obrady tej izby były tajne, a do jej kompetencji należało m.in. sądzenie zbrodni stanu. Izbę niższą, czyli izbę Deputowanych wybierano na 5 lat, ale co roku jedna piąta ustępowała. Aby zostać Deputowanym należało mieć ukończone 40 lat i płacić podatek bezpośredni minimum 1000 franków, a wyborcy musieli mieć ukończone 30 lat i płacić podatek bezpośredni 300 franków. Izba Deputowanych poza uchwałami budżetowymi, podatkowymi i udziałem w ustawodawstwie nie posiadała żadnych kompetencji. Zatem według Karty nie powstały rządy parlamentarne, król zachował prawo rozwiązywania Izby Deputowanych oraz prawo wydawania zarządzeń. Przepis zawarty w art. 16 otwierał drogę do działania legislacyjnego bez udziału parlamentu. 
Konstytucja oktrojowana z 1814 roku choć w niektórych kwestiach wydawała się bardziej liberalna od napoleońskiej, to jednocześnie dawała wyraźną przewagę władzy wykonawczej a udział społeczeństwa w życiu politycznym sprowadzała do minimum. Wysoki cenzus majątkowy i wieku sprawił, że z 28 milionów Francuzów zaledwie sto tysięcy miało czynne prawo wyborcze, a dwanaście tysięcy bierne.